# 観世銕之亟
観世 銕之亟 (かんぜ てつのじょう、現代表記：観世 銕之丞) は、能楽観世流宗家観世家の分家当主がもっぱら明治以降名乗っている名。家系上は九代目を数える。

## 由来
江戸中期（1752年）に観世流十五世宗家観世元章が弟観世清尚に別家させて成立。以降は四座一流の家元並みに扱われた。現在、観世流において「分家」といえば銕之亟家を指す。銕仙会を主宰。

## 名前の表記
名前の表記には、江戸時代から「銕」と「鉄」、「丞」と「亟」のいずれの字も用いられた。九世（暁夫）及び七世以前については「銕之丞」の表記が一般的。八世（静夫）は銕之「亟」の表記を使用した。

## 歴代銕之丞一覧
- 初世：観世織部清尚 - 後に観世流十七世宗家。観世清尚の項を参照。
- 二世：観世織部清興 - 初世の次男。後に観世流十九世宗家。観世清興の項を参照。
- 三世：観世四郎清宣 - 二世の次男。
- 四世：観世銕之丞清済 - 三世の子。
- 五世：観世銕之丞清永 - 四世の子。観世紅雪の項を参照。
- 六世：観世銕之丞清実 - 五世の長男。観世華雪の項を参照。
- 七世：観世銕之丞清房 - 五世の次男。六世の養子。観世雅雪の項を参照。
- 八世：観世銕之亟(静夫) - 七世の四男。観世銕之亟 (8世)の項を参照。
- 九世：観世銕之丞(暁夫) - 八世の子。観世銕之丞 (9世)の項を参照。

## 系譜
凡例　太線は実子、細二重線は養子　1～9は観世銕之丞家代数、14世～26世は宗家代数、①～④は矢来観世家代数。
```
 　
14世元親

   　┣━━━━━━━━━━━━━┓
 　
17世清尚
1
　　　　    　　　
15世元章

 　　┣━━━━━┓　　　　　　　 ∥
 　
18世清充
  
19世清興
2
    　 
16世章学

 　　　  　　　  ┣━━━━━━━━━━━━━━━━━━━━━━━━━━━━━━┓
     　   　    
清宣
3
     　　　　　　　　　　　　　　　　　　　　　　　 　  
20世清暢
　 　　　　　　　　　　　　　　
　 　  　   　   ┃　　　　　　　　　　　　　　　　　　　　　  　　　　　　　　┃                 　　　　　　　　　　 　　　　　　　　
　　 　　　 　  
銕之亟清済
4
         　　 　　　　　　　　　　　  　       　 
21世観世左近清長
　　　　　　　　　　　　　　　　　　　　　　　　　　　　　　　　　　　　　　　　　　
 ┏━━━━━━━┫　　　　　　　　　　　　　　　　   　　 　　　　　　　　　　┃

清之①
　 　　   
紅雪
5
      　　　　　　三世
井上八千代
====
六世片山九郎右衛門
  
22世清孝
　　　　　　　　　　　　　　　　　　　　　　　　　　　　　　　┃
 ∥　　　　  　　┣━┓   　 　　　　　　　　　　　　　　  　∥┏━━━━━━━┫

喜之②
　 　 　  
華雪
6
┃                                 
七世片山九郎右衛門
  　
23世清廉

 ∥ 　  　　　    ∥ ┃                                        ┣━━━━━━━┓∥　                        

二世喜之③
 　 　  
雅雪
7
              四世
井上八千代
====
八世片山九郎右衛門
  
24世元滋
　
 ∥ 　  　 ┏━━━╋━━━┓　　               　　　　┣━━━━━┓　　　　 ┣━━━━┓

三世喜之④
 
寿夫
 　
栄夫
　  
銕之丞静夫
8
       　 
九世片山九郎右衛門
  
慶次郎
    
25世元正
   
元昭

 ┃                        ┃　　　　　       ┏━━━━┫          ┃         ┣━━━━┳━━━━━┓

喜正
                 
銕之丞暁夫
9
====五世
井上八千代
     
清司
        
伸吾
    　
26世清和
  
山階弥右衛門
　
芳信
　 
                          ┏━━━━┫　　　　　　　　　　　　　　　　　　　　　　　　　　　　　　　　　　　　　　　　　　　　　　　　　　　　
　　　　　　　　　　　　 
惇夫
 　　 
井上安寿子
```